# Костопіль
Косто́піль — місто в Україні, Рівненського району, Рівненської області. Центр Костопільської громади. Населення становить близько 40,5 тисяч осіб. Засноване 1783 року. Статус міста з 1923 року. До 2020 року було районним центром Костопільського району.

## Географія
Місто розташоване на річці Замчисько, за 38 км на північний схід від Рівного.
Відстань залізницею до Рівного — 34 км, фізична відстань до Києва — ~270,3 км.
Сусідні населені пункти:

### Клімат
Клімат у місті вологий континентальний («Dfb» за класифікацією кліматів Кеппена). Опадів 610 мм на рік. Найменша кількість опадів спостерігається в березні й сягає у середньому 28 мм. Найбільша кількість опадів випадає в липні — близько 85 мм. Різниця в опадах між сухими та вологими місяцями становить 57 мм. Пересічна температура січня — -5.4 °C, липня — 18.7 °C. Річна амплітуда температур становить 24.1 °C.
| Клімат Костополя                  | Клімат Костополя | Клімат Костополя | Клімат Костополя | Клімат Костополя | Клімат Костополя | Клімат Костополя | Клімат Костополя | Клімат Костополя | Клімат Костополя | Клімат Костополя | Клімат Костополя | Клімат Костополя | Клімат Костополя |
| Показник                          | Січ.             | Лют.             | Бер.             | Квіт.            | Трав.            | Черв.            | Лип.             | Серп.            | Вер.             | Жовт.            | Лист.            | Груд.            | Рік              |
| Середній максимум, °C             | −2,4             | −1,4             | 3,2              | 12,3             | 19,2             | 22,9             | 24,0             | 23,1             | 18,4             | 12,0             | 5,0              | 0,0              | 11,4             |
| Середня температура, °C           | −5,4             | −4,6             | −0,4             | 7,4              | 13,7             | 17,5             | 18,7             | 17,7             | 13,3             | 7,9              | 2,4              | −2,6             | 7,1              |
| Середній мінімум, °C              | −8,4             | −7,7             | −4               | 2,6              | 8,2              | 12,2             | 13,4             | 12,3             | 8,3              | 3,8              | −0,2             | −5,1             | 2,9              |
| Норма опадів, мм                  | 35               | 31               | 28               | 42               | 59               | 84               | 85               | 67               | 55               | 41               | 41               | 42               | 610              |
| --------------------------------- | ---------------- | ---------------- | ---------------- | ---------------- | ---------------- | ---------------- | ---------------- | ---------------- | ---------------- | ---------------- | ---------------- | ---------------- | ---------------- |
| Джерело: Climate-Data.org (англ.) |                  |                  |                  |                  |                  |                  |                  |                  |                  |                  |                  |                  |                  |

## Історія
Історична назва — Остальці. Великі та Малі Остальці як власність князів Заславських згадуються в реєстрах 1648–1658 років.
14 листопада 1783 кухмістр великий коронний Леонард Ворцель отримує від короля Станіслава-Августа привілей з правом заснувати в селі Остальцях містечко під назвою Костпіль чи Костопіль. На кінець XVIII століття в Костополі налічувалося 30 дворів із населенням 248 чоловік (172 кріпаки, 4 шляхтичі, решта — міщани і вільні поселенці).
1793 року після поділу Польщі Правобережна Україна, у тому числі і Рівненщина, відходить до складу Російської імперії, де також панує жорстокий кріпосний гніт; проте і в нових умовах польська шляхта деякий час зберігає свої соціальні та політичні права. У 1860 році в Костополі проживають 304 особи. 1861 року Костопільський маєток стає власністю князя О. Чарторийського — великого волинського магната. Він був власником 23 тисяч десятин землі.
У 90-ті роки XIX століття прокладена залізниця Рівне—Сарни—Лунинець; пожвавлюються промислове виробництво і торгівля. 1885 року Костопіль стає центром волості. У 1893 році побудовано храм св. Олександра Невського; він є зразком волинської монументальної архітектури кінця XIX—початку XX століття. За переписом 1897 року в місті проживають 1708 осіб.

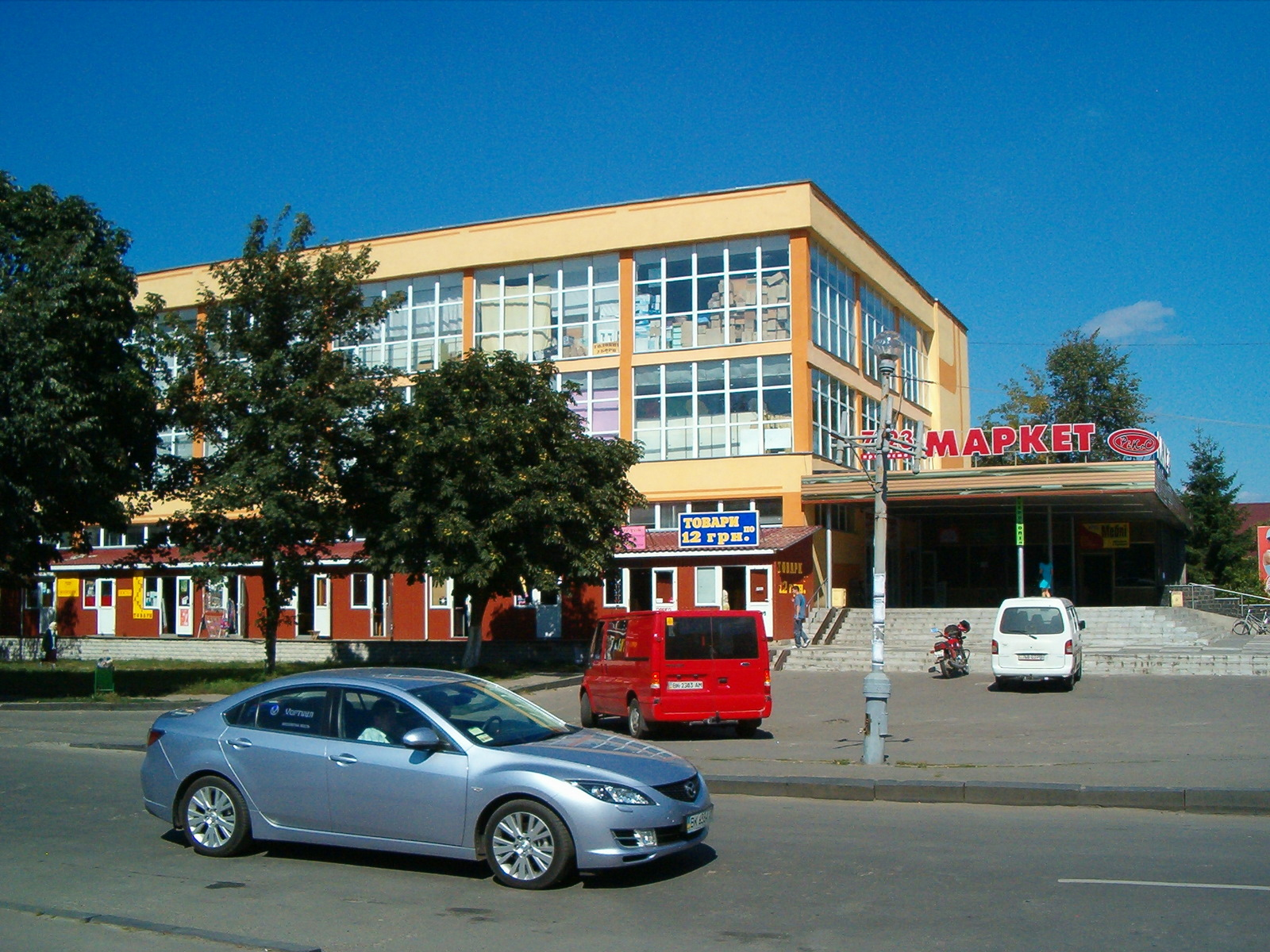
Універмаг у центрі міста

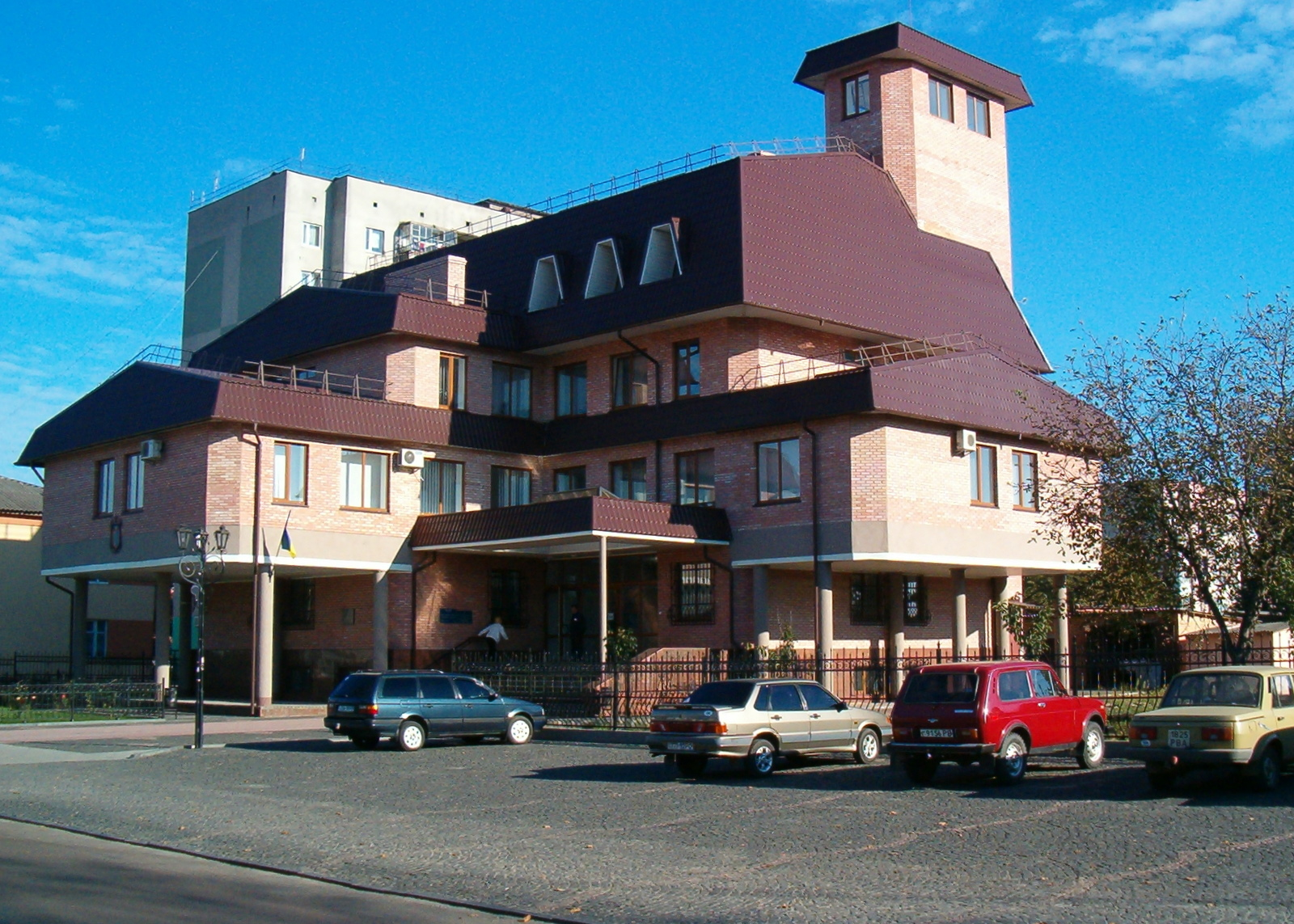
Міська рада

1898 року відкрито церковнопарафіяльну школу. У 1902 році відкрито двокласне народне училище. 1903 року при залізничній станції починає діяти поштово-телеграфне відділення.
На початку XX століття у місті з’явилися дві фанерні та меблева фабрика, лісопильний, чавуноливарний заводи, а також майстерні, які виготовляли лемеші та паркет. Вагоме місце в деревообробній галузі Костополя початку XX століття займав фанерний завод єврея Іцхака Айзика Ейдельштейна, заснований у 1905 році.
На початку XX століття розвиваються традиційні ремесла: бондарство, ткацтво, ковальство, шевство, кравецтво тощо. 1914 року із початком Першої світової війни місто опинилося у прифронтовій смузі; мобілізаційні процеси вплинули на скорочення промислового виробництва. У 1918–1920 роках Україна стала ареною жорстокої боротьби різних суспільно-політичних сил.
1921 року за Ризьким договором Волинь входить до складу Польщі; Костопіль стає центром сільської Костопільської ґміни. На початку 20-х років XX століття у Костополі налічується 417 будинків, мешкають 2990 осіб. 1 січня 1923 року за розпорядженням Ради Міністрів утворено місто Костопіль шляхом вилучення з сільської гміни (волості) Костопіль Рівненського повіту містечка Костопіль, села Костопіль і колонії Костопіль та утворенням із них міської гміни. 1925 року місто стає повітовим центром. 19 квітня 1934 року розпорядженням міністра внутрішніх справ встановлено межі міста.
17 вересня 1939 року Червона армія окуповує територію Волині. 19 вересня 1939 року в районі Костополя радянська 87-ма стрілецька дивізія взяла в полон 1500 польських вояків зі зброєю і 25 гарматами У 1939 році Костопіль отримує підтвердження статусу міста від радянської адміністрації; Волинь входить до СРСР; починається радянізація українських земель, яка згодом перетворюється на насильницьку колективізацію, репресії і депортацію.
1 липня 1941 року нацисти окуповують Костопіль і розпочинають терор проти мирного населення. Костопіль входив до військової округи «Заграва» регіональної групи УПА-Північ. У 1941–1943 роках величезних втрат зазнає промисловість міста; найкраще обладнання вивезено в Німеччину.
28 березня 1943 року в бою з німецькими військовими угрупуваннями відділи УПА у жорстокому бою відстояли звільнену від німців територію біля Костополя.
У травні до Костополя прибув 202-й батальйон шуцманшафту, що цілком і повністю укомплектовувався з поляків. Ряди батальйону тут ще й поповнилися за рахунок набору місцевих волинських поляків, що рятувалися від УПА. З червня 1943 року УПА ввела блокаду Костополя, через що в місті погано йшли справи з проводовольством. Кілька десятків добре озброєних поліцаїв здійснювали "продовольчі рейди" в поля за врожаєм. Німців не турбувало становище поляків, але вони були зацікавлені в депортації якомога більшого числа з них для роботи в Німеччині. До того ж сілезці, що служили в німецькій армії, прийшли на допомогу волинським полякам і разом з поліцаями організували походи в навколишні села за їжею.
14 січня 1944 — регулярні частини Червоної армії і партизани займають Костопіль.
У 1944–1945 роках відновлюють роботу промислові підприємства, навчальні заклади, установи, організації; зокрема, у жовтні 1945 — Костопільський завод скловиробів. У 1945–1957 роках в місті працює педучилище, яке підготувало більше тисячі вчителів початкових класів.
1952 року відкриваються медсестринські курси. У 1954 році починає діяти медучилище (сьогодні це — філія Рівненського медичного коледжу).
1987 року до території міста приєднують села Перемінка та Хмизопіль, які стають мікрорайонами.

## Населення

### Чисельність
Згідно з переписом населення 2001 року у Костополі проживала 30467 осіб.
Станом на початок 2025 року, населення становить 30 500 осіб.
| 1939     | 1959   | 1970   | 1979   | 1989   | 1992      | 2001   | 2006   | 2011   | 2012   |
| -------- | ------ | ------ | ------ | ------ | --------- | ------ | ------ | ------ | ------ |
| 7,2 тис. | 11 762 | 17 548 | 22 803 | 31 610 | 33,2 тис. | 30 467 | 30 214 | 31 155 | 33 437 |

### Національний склад
Розподіл населення за національністю за даними перепису 2001 року:
| Національність  | Відсоток |
| --------------- | -------- |
| українці        | 96,21 %  |
| росіяни         | 2,76 %   |
| інші/не вказали | 1,03 %   |

### Мова
Розподіл населення за рідною мовою за даними перепису 2001 року:
| Мова            | Відсоток |
| --------------- | -------- |
| українська      | 97,28 %  |
| російська       | 2,46 %   |
| інші/не вказали | 0,26 %   |

## Культура

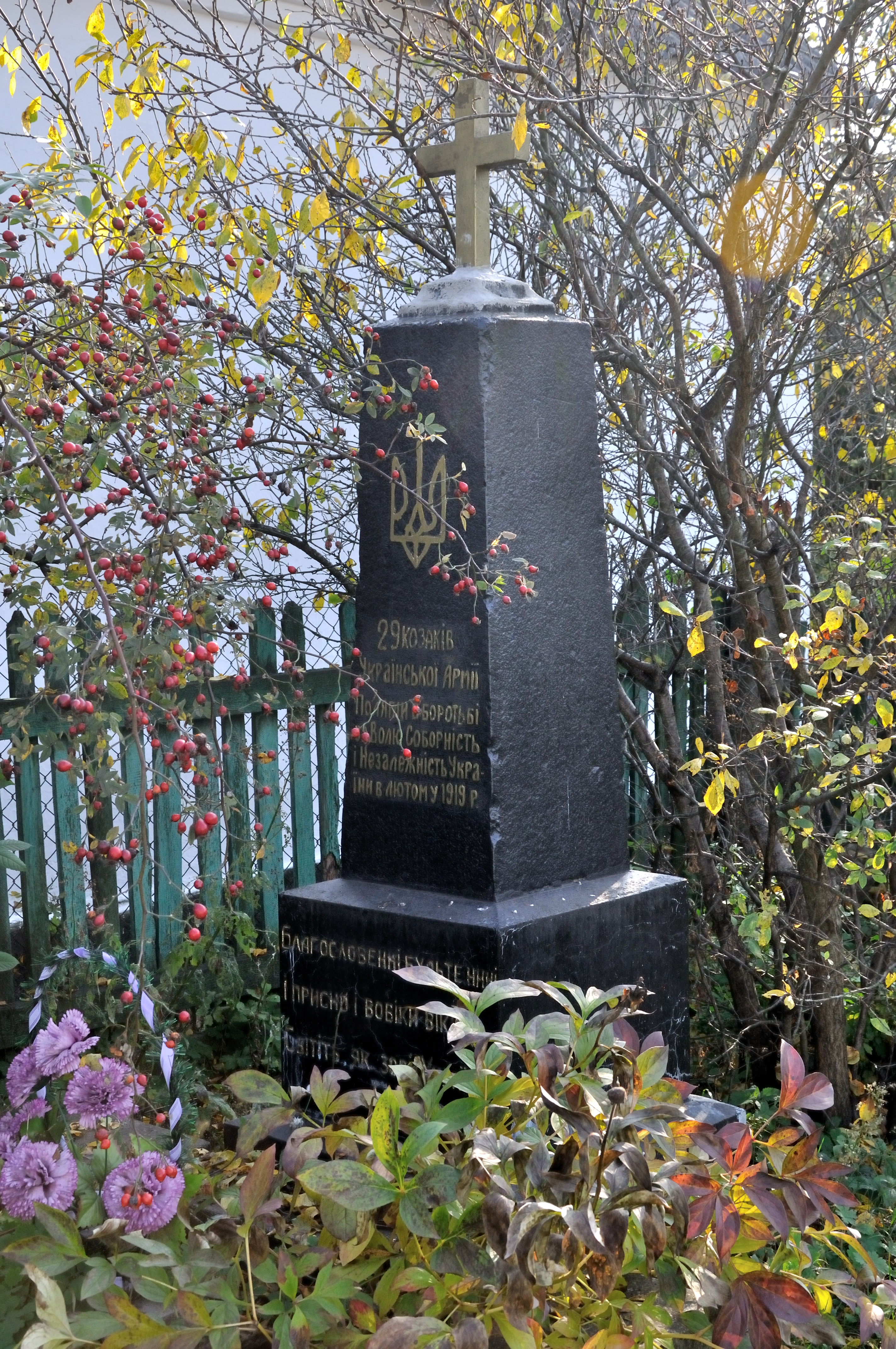
Братська могила 29-ти вояків Армії УНР м. Костопіль

Культурний комплекс представлений Будинком культури, музичною школою, кількома бібліотеками, краєзнавчим музеєм тощо. Найбільш відомий своєю майстерністю колектив міста — народний ансамбль танцю «Веселка», відомий своєю участю у міжнародних фестивалях[джерело?].
Також беруть участь у громадському та культурному житті поліський гурт «Нивка» районного Будинку культури, народний аматорський ансамбль пісні і танцю «Калина», зразковий дитячий ансамбль «Журавлинка» дитячої музичної школи, циркова студія районного Будинку школярів та юнацтва.
22 травня 1995 року відбулося відкриття пам'ятника Тарасу Шевченку. 25 вересня 1996 року виконавчий комітет Костопільської міської ради затверджує сучасний герб і прапор Костополя. У вересні 2015 у Голівуді змонтовано документальний фільм про Костопіль.
12 липня 2015 року відкрито фонтан.

## Освіта

#### Заклади загальної середньої освіти
Костопільський ліцей №1 ім.Т.Г.Шевченка Костопільської міської ради
Костопільський ліцей №2 Костопільської міської ради
Костопільський ліцей №3 Костопільської міської ради
Костопільський ліцей №4 Костопільської міської ради
Костопільський ліцей №5 Костопільської міської ради
Костопільський ліцей №6 Костопільської міської ради
Костопільська гімназія №8 Костопільської міської ради
Костопільська початкова школа №9 Костопільської міської ради
Великолюбаський ліцей Костопільської міської ради
Яполотьський ліцей Костопільської міської ради
Маломидський ліцей Костопільської міської ради
Золотолинський ліцей Костопільської міської ради
Гутянський ліцей Костопільської міської ради
Пісківський ліцей імені Героїв-земляків Костопільської міської ради
Великомидська гімназія Костопільської міської ради
Малостидинська гімназія Костопільської міської ради
Спеціальна школа в м.Костопіль Рівненської обласної ради
Обласний спортивний ліцей в м.Костопіль Рівненської обласної ради
Заклади дошкільної освіти:
Заклад дошкільної освіти №2 "Мрія" Костопільської міської ради
Заклад дошкільної освіти №3 "Сонечко" Костопільської міської ради
Заклад дошкільної освіти №4 "Берізка" Костопільської міської ради
Заклад дошкільної освіти №5 "Ромашка" Костопільської міської ради
Заклад позашкільної освіти
КЗПО "Центр дитячої та юнацької творчості " Костопільської міської ради
Центр інтелектуального розвитку "Сузір'я" Костопільської міської ради
Інклюзивно-ресурсні центри
КУ "Костопільський інклюзивно-ресурсний центр №1"  Костопільської міської ради
КУ "Костопільський інклюзивно-ресурсний центр №2"  Костопільської міської ради
Фахова передвища освіта
Відокремлений структурний підрозділ "Костопільський будівельно-технологічний коледж Національного університету водного господарства та природокористування"
Костопільський фаховий медичний коледж Рівненської медичної академії

### Релігія
2008 року відбулося відкриття українського католицького храму Пресвятого Серця Ісуса Христа
12 липня 2015 року архієпископ Рівненський і Острозький УПЦ КП Іларіон освятив Петро-Павлівський храм та очолив Божественну літургію.
26 липня 2015 року відбулося відкриття та освячення архієпископом Іларіоном Свято-Вознесенського собору.
Релігії:
Адвентисти сьомого дня 
Євангельські християни Баптисти
Свідки Єгови
Християни віри Євангельської

### Спорт
Любительський ФК «Костопіль», що тримається на ентузіазмі декількох закоханих у цей вид спорту осіб. Свої домашні зустрічі команда проводить на стадіоні «Колос».
Місто також представлене у жіночій першості України з футболу клубом «Родина-Ліцей».

## Органи влади
Місцеві органи влади представлені Костопільською міською радою, яка входить до складу Рівненської області України.
Виконуючий обов'язки міського голови — Дідух Давид Олександрович.
До міської ради входить 33 депутати.

## Економіка
- АТ «Родина» (до 2010 року «Костопільський завод продтоварів»), що виробляє кондитерські вироби.
- Костопільська меблева фабрика
- Деревообробний завод компанії «Українські лісопильні», що спеціалізується на виробництві соснових пиломатеріалів, призначених для виготовлення меблів, столярних виробів та будматеріалів[23].

### Транспорт
2021-го року місто придбало шість нових автобусів і згодом (вперше в області) запровадило електронні квитки в громадському транспорті.

## Міста-побратими
- Алгона, США[25]
- Троубридж, Великобританія[26]

## Відомі люди

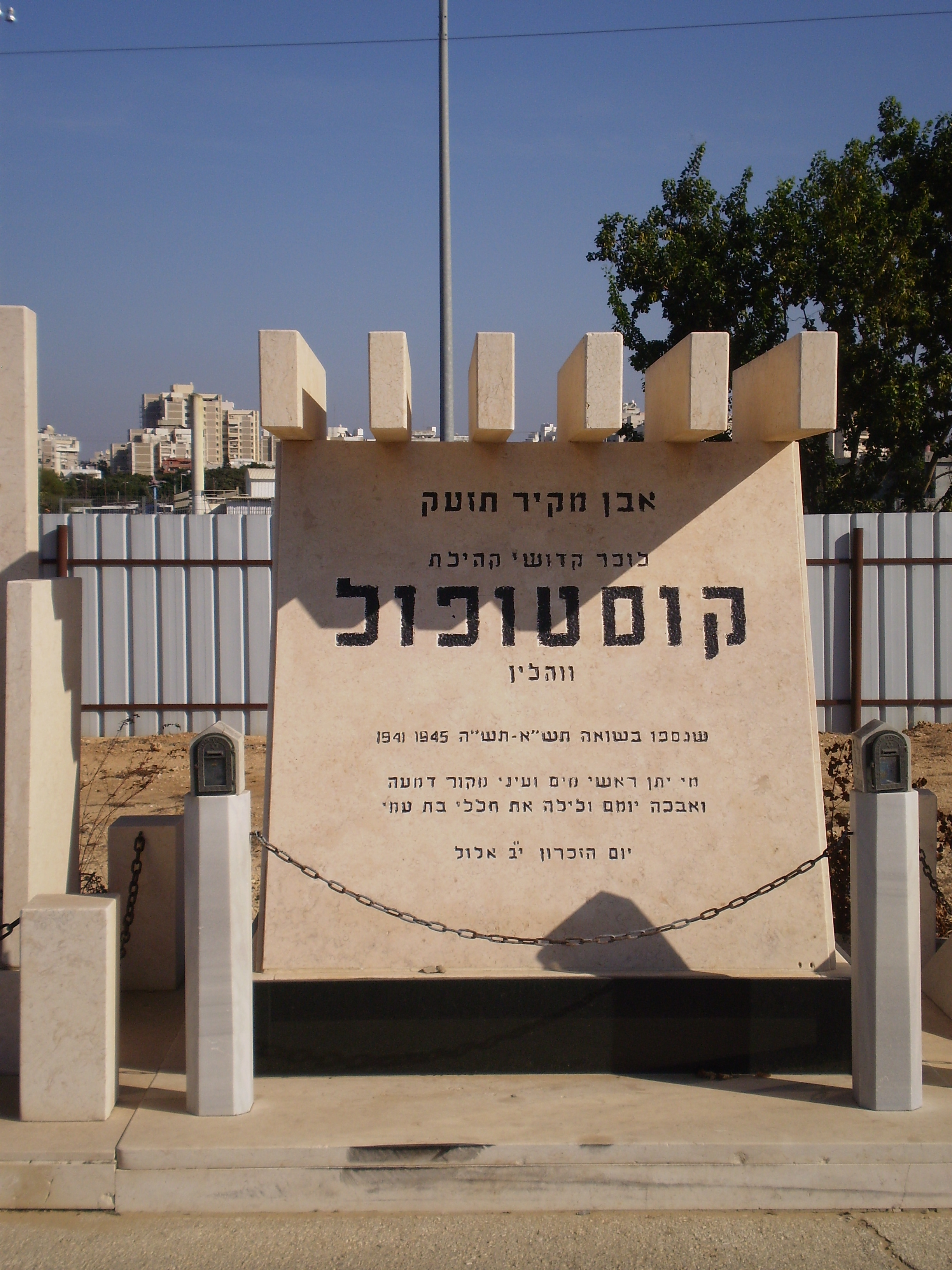
Меморіал, присвячений містянам-жертвам Голокосту (Холон, Ізраїль)

Із Костополем пов'язані життєві шляхи відомих діячів української літератури та мистецтва — Юрія Жилка, Леоніда Мосендза, Ніла Хасевича та ін.

### Народились
В Костополі народилися:
- Віктор Оруджев — український професійний кіберспортсмен
- Дацюк Роман Михайлович — український футболіст
- Занозюк Олександр Петрович (1984—2022) — солдат Збройних сил України, учасник рросійсько-української війни.
- Журавель Віталій Дмитрович (1975—2023) — молодший сержант Збройних сил України, учасник російсько-української війни.
- Козак Сергій Борисович — літературознавець, публіцист
- Колобов Сергій Олександрович — український політик і топ-менеджер, зв'язківець
- Левчук Василь Олександрович (1976—2022) — солдат Збройних сил України, учасник російсько-української війни.
- Пиясюк Роман Володимирович (1975—2015) — сержант Збройних сил України, учасник російсько-української війни.
- Погорільчук Наталія Михайлівна — український геоморфолог, кандидат географічних наук, доцент Київського національного університету імені Тараса Шевченка
- Регеза Олександр Петрович — сотенний УПА.
- Рудик Володимир Олександрович (1974—2022) — старший солдат Збройних Сил України, учасник російсько-української війни, що загинув у ході російського вторгнення в Україну в 2022 році.
- Салівончик Руслан Сергійович (1983—2014) — капітан міліції, військовослужбовець добровольчого батальйону патрульної служби поліцій особливого призначення «Херсон». Загинув у бою під Іловайськом
- Салій Ігор Володимирович (1995—2022) — солдат Збройних Сил України, учасник російсько-української війни, що загинув у ході російського вторгнення в Україну в 2022 році
- Ставський Віталій Миколайович (1991—2014) — молодший сержант 80-ї окремої аеромобільної бригади. Загинув у день свого народження під час атаки бойовиків на аеропорт Луганська
- Стьоганов Олександр Євгенович — український продюсер, автор і виконавець пісень, режисер, сценарист, композитор, кліпмейкер.
- Ткачук Юрій Іванович (1968—2016) — підполковник Збройних сил України, учасник російсько-української війни.

#### Книги
- Коротун І. М., Коротун Л. К. Географія Рівненської області в 3-х частинах. — Рівне, 1996. — 274 с.
- Костопіль. Місто над Замчиськом: [Рівнен. обл. : минуле та сьогодення] / Олександр Намозов. — Рівне: Дятлик М. С., 2013. — 147 с., XX с. іл. : іл., табл., портр. ; 28 см. — Текст укр., рос. — 1 000 пр. — ISBN 978-617-515-102-0